# Leichtathletik-Weltmeisterschaften 2023/Teilnehmer (Puerto Rico)
| Goldmedaillen | Silbermedaillen | Bronzemedaillen |
| ------------- | --------------- | --------------- |
| –             | 1               | –               |

Der Leichtathletikverband von Puerto Rico nahm an den Leichtathletik-Weltmeisterschaften 2023 in Budapest teil. Zehn Athletinnen und Athleten wurden vom puerto-ricanischen Verband nominiert.

## Medaillengewinnerin
| Medaille | Athletin              | Disziplin    |
| -------- | --------------------- | ------------ |
| Silber   | Jasmine Camacho-Quinn | 100 m Hürden |

## Ergebnisse

### Männer

#### Laufdisziplinen
| Athlet         | Disziplin | Vorlauf     | Vorlauf | Halbfinale | Halbfinale | Finale | Finale |
| Athlet         | Disziplin | Zeit        | Platz   | Zeit       | Platz      | Zeit   | Platz  |
| -------------- | --------- | ----------- | ------- | ---------- | ---------- | ------ | ------ |
| John Rivera    | 800 m     | 1:48,83 min | 07      | DNQ        | DNQ        | –      | –      |
| Ryan Sánchez   | 800 m     | 1:48,24 min | 05      | DNQ        | DNQ        | –      | –      |
| Rob Napolitano | 1500 m    | 3:48,29 min | 12      | DNQ        | DNQ        | –      | –      |

#### Sprung/Wurf
| Athlet      | Disziplin  | Qualifikation | Qualifikation | Finale     | Finale |
| Athlet      | Disziplin  | Weite/Höhe    | Platz         | Weite/Höhe | Platz  |
| ----------- | ---------- | ------------- | ------------- | ---------- | ------ |
| Luis Castro | Hochsprung | 2,22 m        | 25            | DNQ        | DNQ    |
| Jerome Vega | Hammerwurf | 72,87 m       | 19            | DNQ        | DNQ    |

#### Zehnkampf
| Athlet              | Disziplin | 100 m   | Weitsprung | Kugelstoßen | Hochsprung | 400 m      | 110 m Hürden | Diskuswurf | Stabhochsprung | Speerwurf | 1500 m | Punkte | Platz |
| ------------------- | --------- | ------- | ---------- | ----------- | ---------- | ---------- | ------------ | ---------- | -------------- | --------- | ------ | ------ | ----- |
| Ayden Owens-Delerme | Ergebnis  | 10,43 s | 7,72 m     | 14,30 m     | 1,90 m     | 46,44 s SB | 14,04 s      | 44,17 m    | NM             | DNF       | DNF    | DNF    | DNF   |
| Ayden Owens-Delerme | Punkte    | 992     | 990        | 747         | 714        | 986        | 969          | 750        | 0              | DNF       | DNF    | DNF    | DNF   |

### Frauen

#### Laufdisziplinen
| Athletin              | Disziplin    | Vorlauf    | Vorlauf | Halbfinale | Halbfinale | Finale    | Finale |
| Athletin              | Disziplin    | Zeit       | Platz   | Zeit       | Platz      | Zeit      | Platz  |
| --------------------- | ------------ | ---------- | ------- | ---------- | ---------- | --------- | ------ |
| Gabby Scott           | 400 m        | 51,07 s SB | 03      | 51,52 s    | 06         | DNQ       | DNQ    |
| Beverly Ramos         | Marathon     |            |         |            |            | DNF       | DNF    |
| Rachelle De Orbeta    | 20 km Gehen  |            |         |            |            | 1:33:19 h | 24     |
| Jasmine Camacho-Quinn | 100 m Hürden | 12,50 s    | 01      | 12,41 s    | 01         | 12,44 s   | Silber |